# 普拉喀桑縣

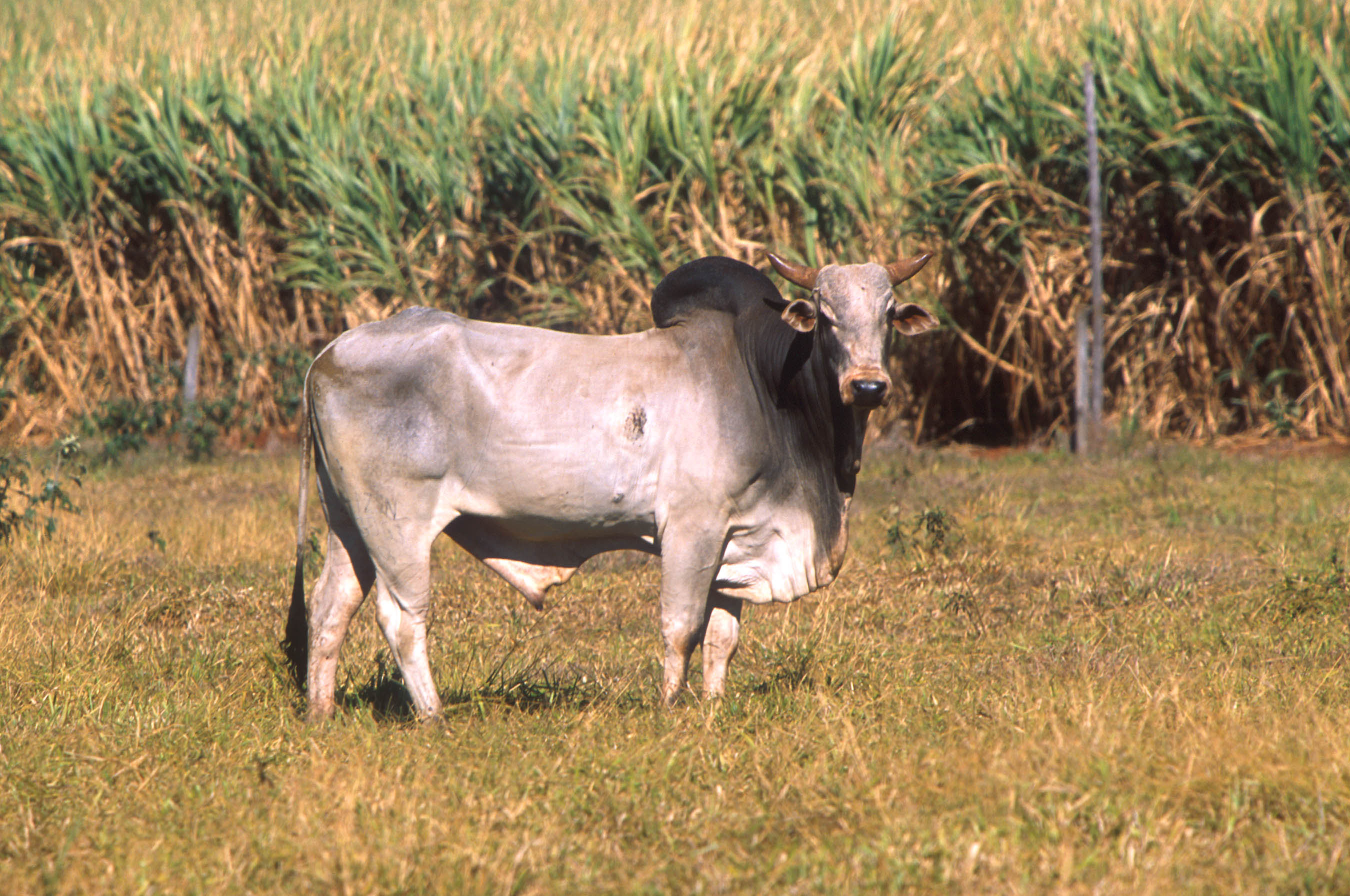

普拉喀桑縣是印度的一個縣，位於該國東南部，由安得拉邦負責管轄，面積17,626平方公里，海拔高度100米，2011年人口3,659,423，人口密度每平方公里174人。

## 外部連結
- Official site